# Move Ya Body
Move Ya Body è il singolo di debutto di Nina Sky, gruppo musicale statunitense composto dalle sorelle gemelle Nicole e Natalie Albino.
La canzone, scritta dalle stesse sorelle con l'aiuto di Cordel Burrell, fa un ampio utilizzo del riddim Coolie, composto da Burrell. La canzone entra in classifica in diversi stati, ottenendo un discreto successo e riuscendo ad arrivare nella top 10, anche per il fatto di essere stato un pezzo gettonato nelle discoteche di quell'anno.

## Classifiche
| Classifiche (2004) | Posizione massima |
| ------------------ | ----------------- |
| Australia          | 25                |
| Austria            | 20                |
| Belgio             | 11                |
| Danimarca          | 7                 |
| Francia            | 21                |
| Germania           | 7                 |
| Irlanda            | 22                |
| Italia             | 18                |
| Norvegia           | 15                |
| Nuova Zelanda      | 6                 |
| Regno Unito        | 6                 |
| Stati Uniti        | 4                 |
| Svizzera           | 2                 |